# Pseudoryzomys simplex
Genre
Espèce
Synonymes
- Oryzomys wavrini[2]
- Pseudoryzomys reigi Pine & Wetzel, 1975[3]
- Pseudoryzomys wavrini (Thomas, 1921)[3]

Statut de conservation UICN

 LC  : Préoccupation mineure
Pseudoryzomys simplex est une espèce de rongeurs de la famille des Cricétidés. C'est la seule espèce du  genre Pseudoryzomys.

## Répartition
Cette espèce est présente en Bolivie, au Paraguay, au Brésil et en Argentine.